# 贺北
贺北，旧译贺柏、霍北、货北和货板等，是缅甸掸邦臘戍縣腊戍镇区贺北村组下辖的一个村。
该村自2024年被缅甸民族民主同盟军接管，现划入缅甸联邦第一特区腊戌市联合区贺北乡辖区。

## 教育
贺北是腊戌理工大学的所在地。该地区亦有贺北永生学校等华文学校。